# ТЕС Топар
49°30′48″ пн. ш. 72°47′58″ сх. д. / 49.51333° пн. ш. 72.79944° сх. д.
ТЕС Топар — теплова електростанція в центральній частині Казахстану. Первісно була відома як Карагандинська ТЕС-2.
В 1962 – 1967 роках на майданчику станції ввели в дію 15 парових котлів виробництва Подільського котельного заводу типу ПК-10п-2 продуктивністю по 220 тон пари на годину. Вони живили 8 турбін від Ленінградського металічного заводу – дві типу К-50-90 потужністю по 50 МВт (станційні номери 1 та 2) та шість типу К-100-90 потужністю по 100 МВт (станційні номери 3 – 8).
В 1973 – 1985 роках турбіни №6, №7 та №8 модернізували у теплофікаційні типу Т-86-90/2,5 із потужністю 86 МВт, що забезпечило теплову потужність станції на рівні 300 Гкал/год.
В 1983-му котельне господарство доповнили котлом №16 від все того ж Подільського котельного заводу типу ПК-14-3 продуктивністю по 220 тон пари на годину.
Не пізніше другої половини 1990-х застарілу турбіну №1 вивели з експлуатації, а в 2009-му замість неї запустили турбіну все від того ж Ленінградського металічного заводу типу К-55-90 потужністю 55 МВт.
В 2014-му уклали угоду на поставку чотирьох турбін Ленінградського металічного заводу типу К-130-8,8 потужністю по 130 МВт та генераторів типу Т3ФП-130-2У3. У 2019-му стала до ладу перша з них, яка замінила турбіну №2, крім того, встановили новий котел №3 типу Е-250-540.
Інші три нові агрегати мають замінити турбіни №3, №4 та №7, при цьому станом на 2022 рік велись роботи на турбоагрегаті №3. Також проект передбачає заміну ще п’яти котлів.
Як паливо ТЕС споживає вугілля.
Для видалення продуктів згоряння звели два димаря висотою 116 та 180 метрів.
Водопостачання станції забезпечує Шерубайнуринське водосховище на річці Нура, на березі якого розташований майданчик ТЕС. 
Видача електроенергії відбувається по ЛЕП, що працюють під напругою 220 кВ, 110 кВ та 35 кВ.